# الیاس خواجه
خواجه الیاس یا الیاس خواجه والی تیموریان در قم بود. در سال ۸۲۴ هجری که شاهرخ تیموری از اردوکشی به آذربایجان بازمی‌گشت، خواجه الیاس را به ولایت قم نهاد و ارتش قدرتمندی در اختیار او قرار داد. خواجه الیاس شهر قم را به مرکزیت ناحیه جبال درآورد. او بسیاری از شورش‌ها و تهاجمات علیه دودمان گورکانی را سرکوب نمود و به علت دوری هرات، پایتخت شاهرخ، از مناطق غربی قلمروش، نفوذ و قدرت الیاس اهمیت دوچندانی یافت. از جمله دشمنان و رقیبان الیاس در این دوره، حاکمان لر کوچک، ملک کیومرث یکم، قره قویونلوها و… بودند.